# Senador Guiomard
Senador Guiomard es un municipio de Brasil, situado en el Nordeste del estado de Acre.
Su población es de 21.000 habitantes y su extensión de 2.047 km² (10,25 h/km²).
Limita al norte con el estado de Amazonas,al sur y al oeste con el municipio de Rio Branco,al este con el municipio de Plácido de Castro, y al nordeste con el municipio de Acrelândia.

## Economía
La economía se basa en la agricultura y la ganadería que representan más de un tercio de la economía del municipio. En cuanto al sector secundario, destaca la rehabilitación y algunas agroindustrias. Los descendientes de japoneses que viven en el municipio han invertido en la plantación y la producción de cacahuetes. La administración ha disminuido su peso en la economía. El gran triunfo económico del municipio es haberse convertido en "Zona de Procesamiento de Exportación" debido a su localización estratégica para los puertos del Pacífico. 
|  | 43 |

|  | 35,1 |

|  | 21,9 |

|  | 43 |

|  | 35,1 |

|  | 21,9 |